# Pobrđani (Kozarska Dubica)
Pobrđani (szerbül: Побрђани), falu Bosznia-Hercegovinában, Bosanska krajina területén, Kozarska Dubica községben, a Szerb Köztársaságban. 

## Fekvése
Bosznia-Hercegovina északi részén, Banja Lukától légvonalban 57, közúton 77 km-re északnyugatra, községközpontjától légvonalban 9, közúton 12 km-re délnyugatra, 150 – 250 méteres tengerszint feletti magasságban, az Una völgyétől délre elterülő Potkozarje-dombvidéken fekszik. Több, kis településből áll. 

## Népessége
| Nemzetiségi csoport | Népesség 1991 | Népesség 2013 |
| ------------------- | ------------- | ------------- |
| Szerb               | 132           | 105           |
| Bosnyák             | 0             | 0             |
| Horvát              | 0             | 0             |
| Jugoszláv           | 1             | 0             |
| Egyéb               | 11            | 0             |
| Összesen            | 144           | 105           |

## Története
A település 1878-ig tartozott az Oszmán Birodalomhoz, ekkor a berlini kongresszus határozata alapján az Osztrák-Magyar Monarchia része lett. 1879-ben az első osztrák-magyar népszámlálás során a Kostajnicai járáshoz tartozó Čelebinci község részeként a falunak 17 háztartása és 131 ortodox szerb lakosa volt. 1910-ben a Bosanska Dubica-i járásban fekvő településen 39 háztartást és 330 ortodox szerb lakost találtak. A monarchia szétesésével 1918-ben előbb a Szerb-Horvát-Szlovén Királyság, majd 1929-től a Jugoszláv Királyság része. 1921-ben a községnek 45 háztartása és 241 lakosa volt. Jugoszlávia megszállása után a falu a Független Horvát Állam (NDH) része lett. 1945-től a település a szocialista Jugoszlávia része volt. A Bosznia-Hercegovinában zajló polgárháború idején a település a Boszniai Szerb Köztársaság része volt. A daytoni békeszerződést követő területfelosztásnál a település, Kozarska Dubica község részeként a Szerb Köztársaság területéhez került.

## Nevezetességei
- Osztrogi Szent Vaszilij tiszteletére szentelt ortodox temploma a szent ereklyéjének is otthont ad. A templom Borko Bosiočić, egy Londonban élő és dolgozó szerb polgár adományából épült.[7] A templomot Osztrogi Szent Vaszilijnak szentelte, akihez lánya, Teodóra betegsége idején imádkozott.[8] A templom mellett található egy csodálatos keresztelőkápolna is, amely a Nemanja István szerb fejedelem által alapított, a görögországi Athosz-hegyen álló hilandari monostor keresztelőkápolnájának mintájára épült.[8]

## Galéria
- A templom melletti keresztelőkápolna[8]
- Oltár és ikonosztáz a templomban
- Freskók a keresztelőkápolna tetején

## Fordítás
- Ez a szócikk részben vagy egészben  a(z)   Побрђани (Козарска Дубица) című szerb Wikipédia-szócikk ezen változatának fordításán alapul.  Az eredeti cikk szerkesztőit annak laptörténete sorolja fel. Ez a jelzés csupán a megfogalmazás eredetét és a szerzői jogokat jelzi, nem szolgál a cikkben szereplő információk forrásmegjelöléseként.